# Bapska
Bapska är en ort i Kroatien.   Den ligger i länet Srijem, i den östra delen av landet, 270 km öster om huvudstaden Zagreb. Bapska ligger 146 meter över havet och antalet invånare är 1 362.
Terrängen runt Bapska är platt. Runt Bapska är det ganska tätbefolkat, med 86 invånare per kvadratkilometer. Närmaste större samhälle är Ilok, 9,5 km öster om Bapska. Omgivningarna runt Bapska är en mosaik av jordbruksmark och naturlig växtlighet.